# San Isidro, Isabela
San Isidro là một đô thị hạng 5 ở tỉnh Isabela, Philippines. Theo điều tra dân số năm 2007, đô thị này có dân số 21.387 người trong 3.910 hộ.

## Các đơn vị hành chính
San Isidro được chia ra 13 barangay.
- Camarag
- Cebu
- Gomez
- Gud
- Nagbukel
- Patanad
- Quezon
- Ramos East
- Ramos West
- Rizal East
- Rizal West
- Victoria
- Villaflor